# Drosophila peniculipedis
Drosophila peniculipedis är en tvåvingeart som beskrevs av Elmo Hardy 1965. Drosophila peniculipedis ingår i släktet Drosophila och familjen daggflugor.
Artens utbredningsområde är Hawaii.